# Orthezia lasiorum
Orthezia lasiorum är en insektsart som beskrevs av Cockerell 1901. Orthezia lasiorum ingår i släktet Orthezia och familjen vaxsköldlöss. Inga underarter finns listade i Catalogue of Life.